# Campionato mondiale costruttori 1927

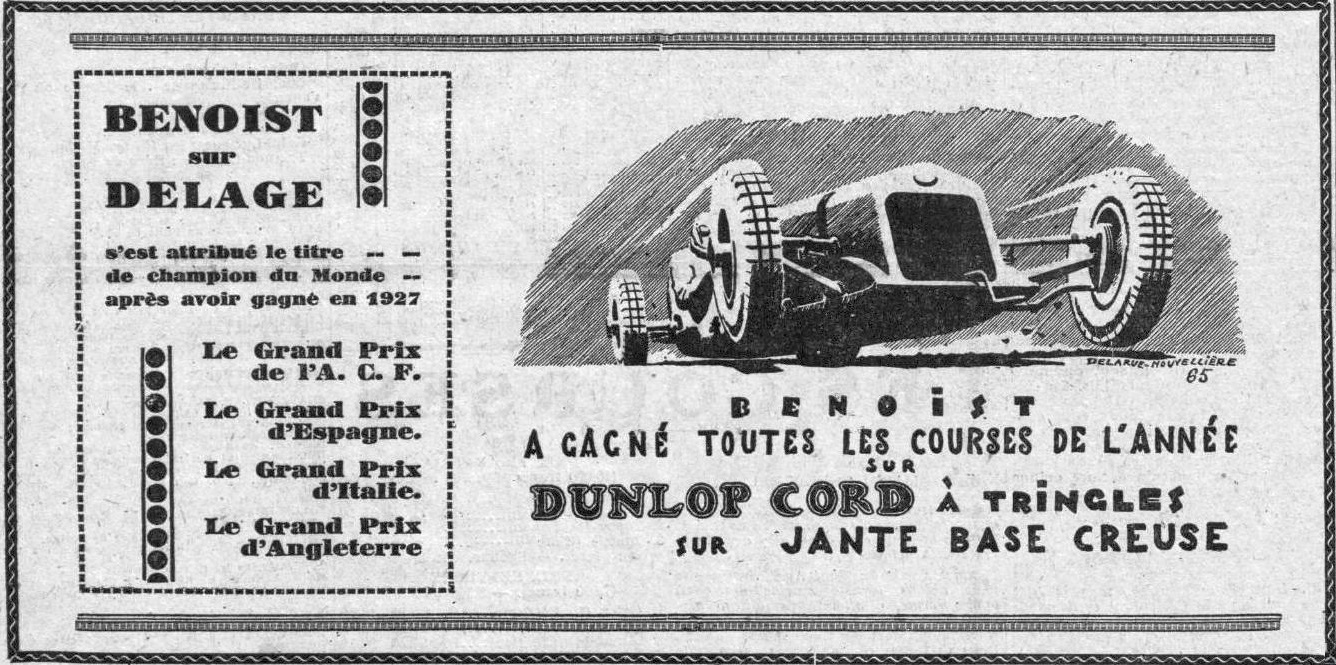
Robert Benoist su Delage, 1927.

La stagione 1927 del Campionato mondiale costruttori è stata la terza stagione del campionato ideato dall'AIACR. Il campionato è stato vinto dalla Delage.

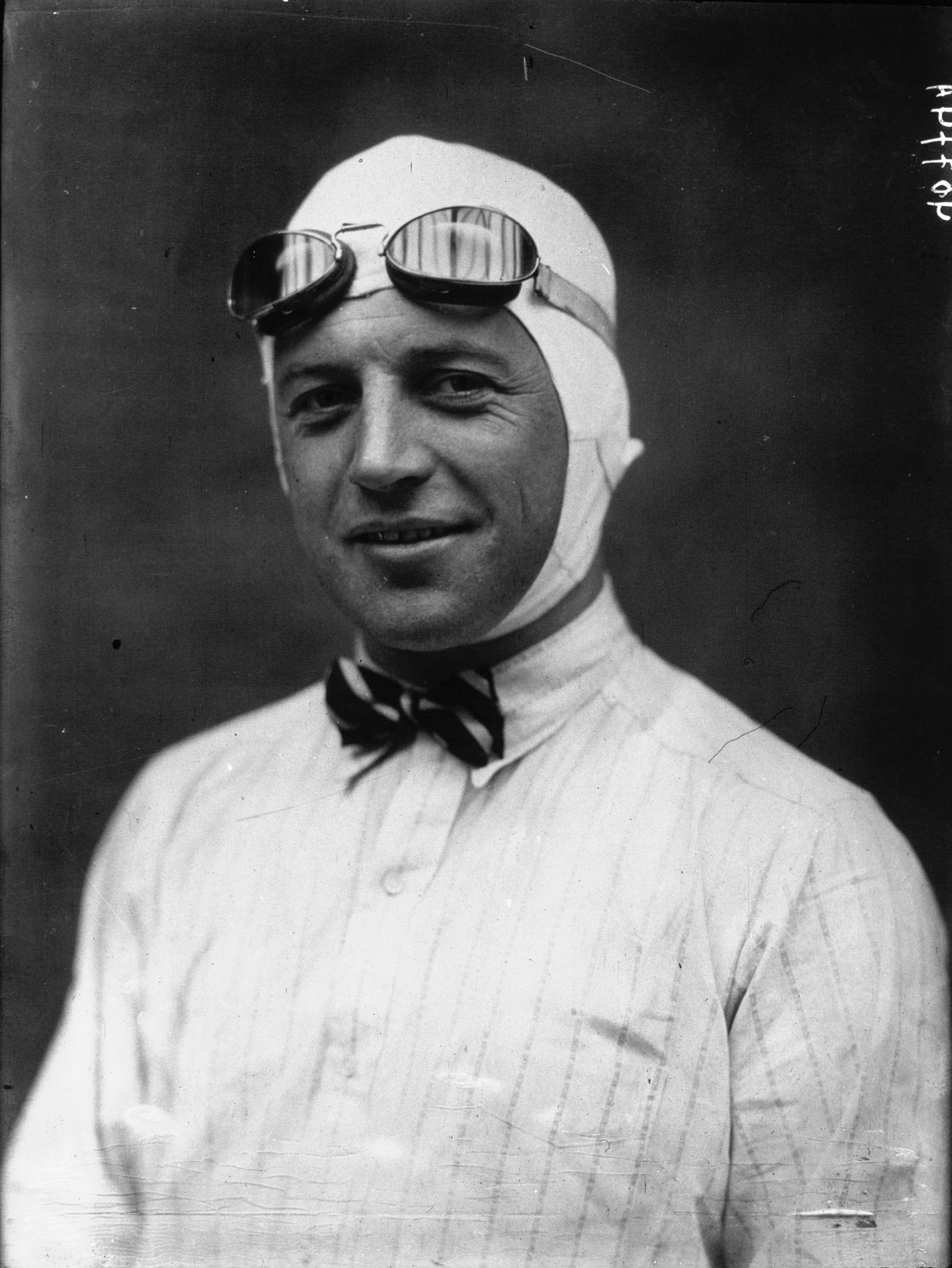
George Souders vincitore della 500 Miglia di Indianapolis 1927.

## Risultati
| Data        | Gran Premio                               | Circuito     | Pilota vincitore | Costruttore vincitore | Resoconto |
| ----------- | ----------------------------------------- | ------------ | ---------------- | --------------------- | --------- |
| 30 maggio   | 500 Miglia di Indianapolis                | Indianapolis | George Souders   | Duesenberg            | Resoconto |
| 3 luglio    | Gran Premio di Francia                    | Montlhéry    | Robert Benoist   | Delage                | Resoconto |
| 31 luglio   | Gran Premio di Spagna                     | Lasarte      | Robert Benoist   | Delage                | Resoconto |
| 4 settembre | Gran Premio d'Italia Gran Premio d'Europa | Monza        | Robert Benoist   | Delage                | Resoconto |
| 1 ottobre   | Gran Premio di Gran Bretagna              | Monza        | Robert Benoist   | Delage                | Resoconto |

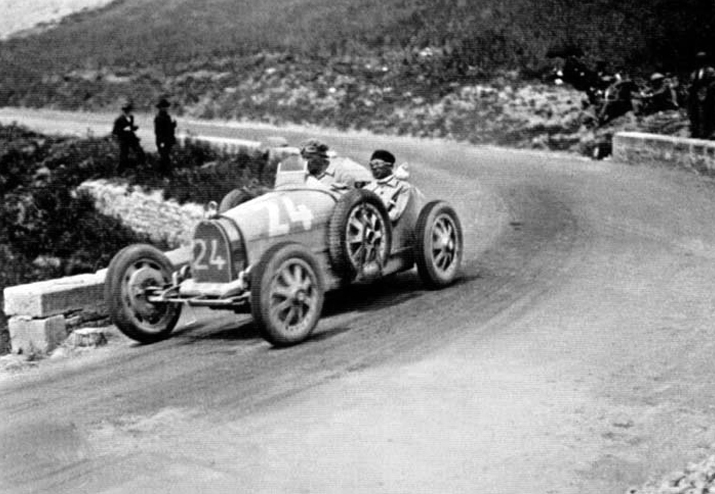
Emilio Materassi alla Targa Florio, gara non valida per il campionato 1927.

La 500 Miglia di Indianapolis era valida anche per il campionato americano AAA.

La stagione comprendeva anche altri Gran Premi, non valevoli per il campionato costruttori.

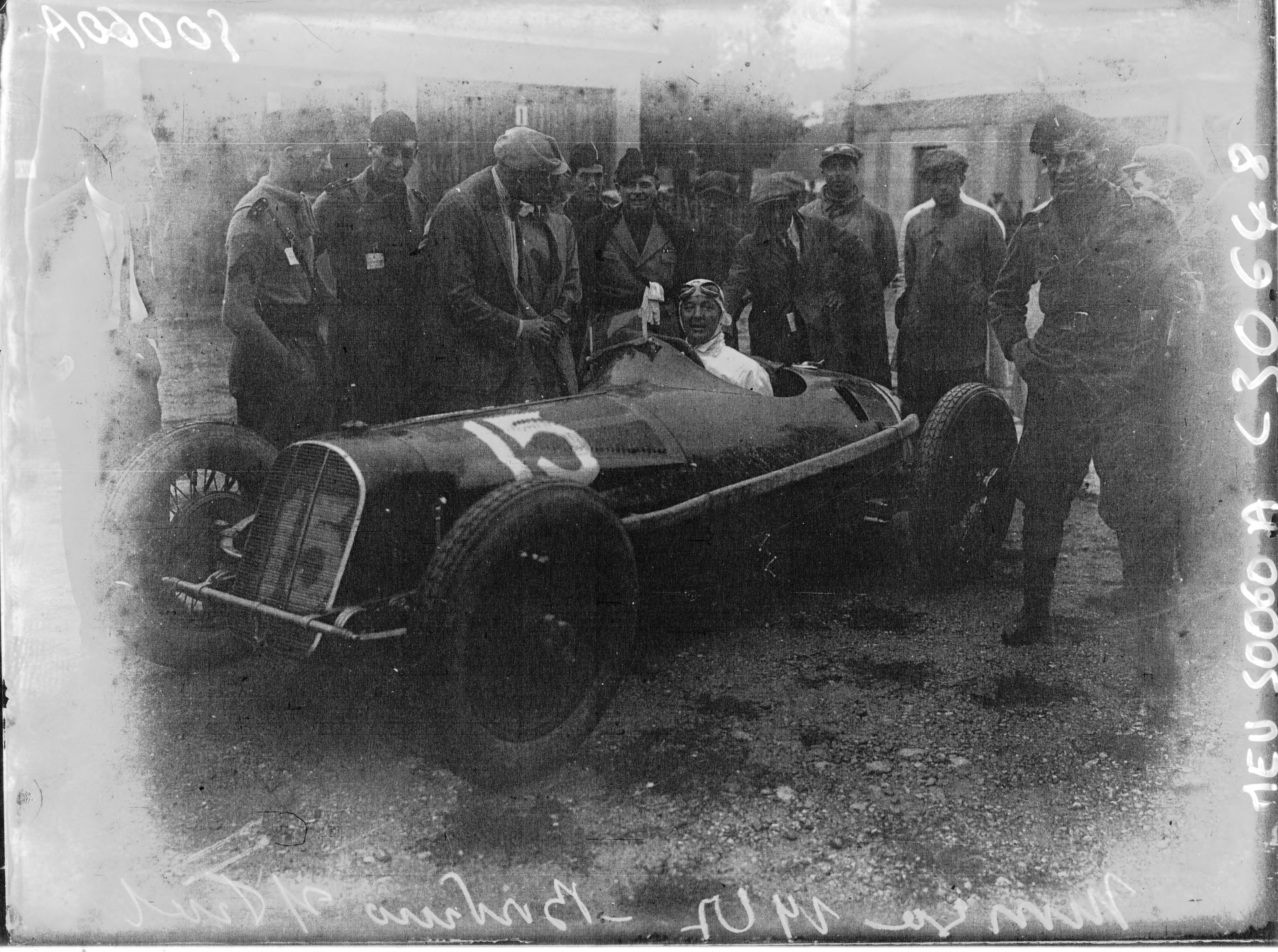
Pietro Bordino e la sua Fiat 806 al Gran Premio di Milano, gara non valida per il campionato 1927.

## Classifica campionato

### Sistema di punteggio
| Posizione | 1ª | 2ª | 3ª | dalla 4ª | Rit | NP |
| Punti     | 1  | 2  | 3  | 4        | 5   | 6  |

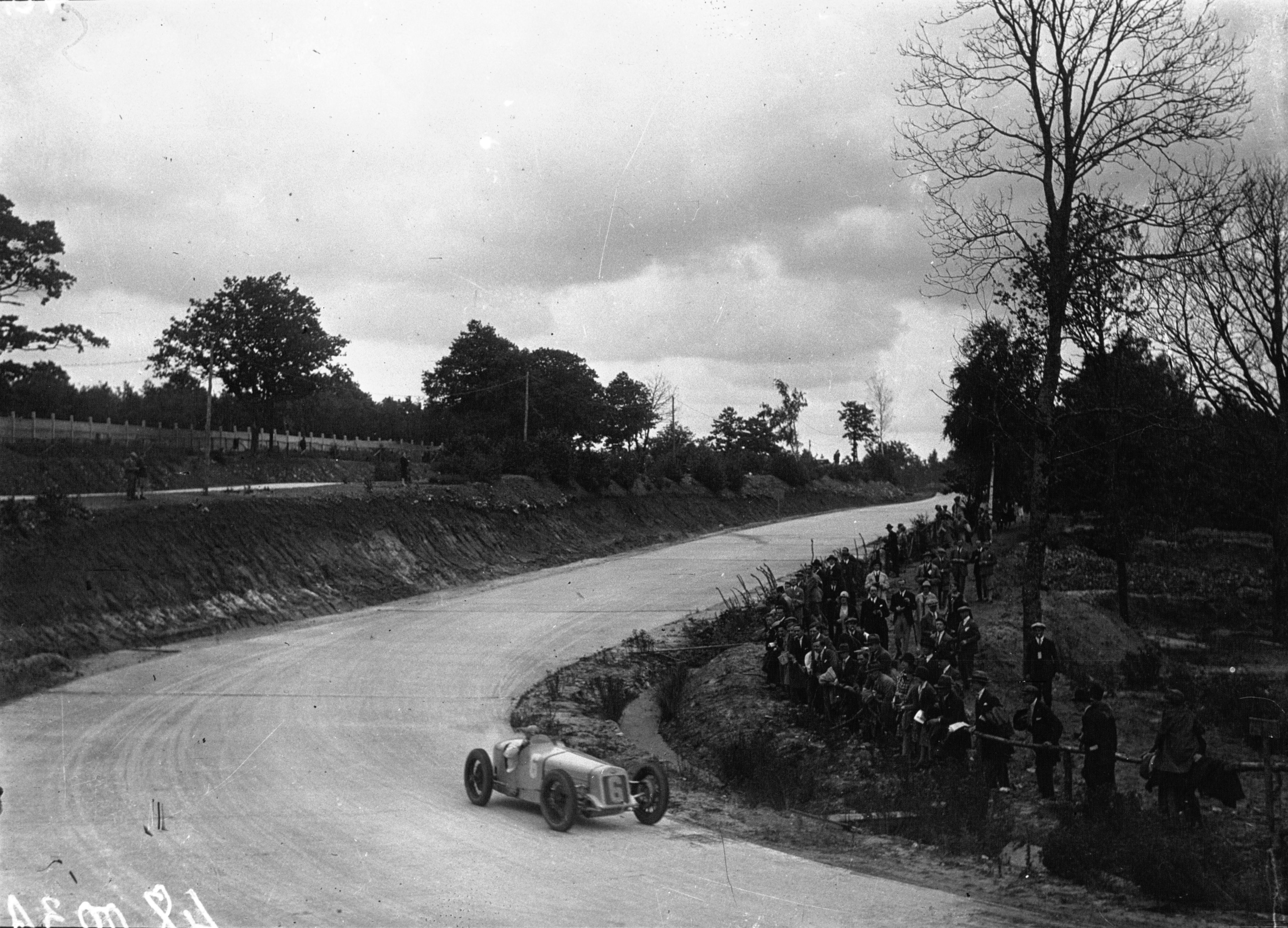
Jules Goux al Gran Premio di Francia 1927.

Per guadagnare punti validi per il campionato, i costruttori dovevano prendere parte al Gran Premio d'Italia e al Gran Premio del loro Paese.

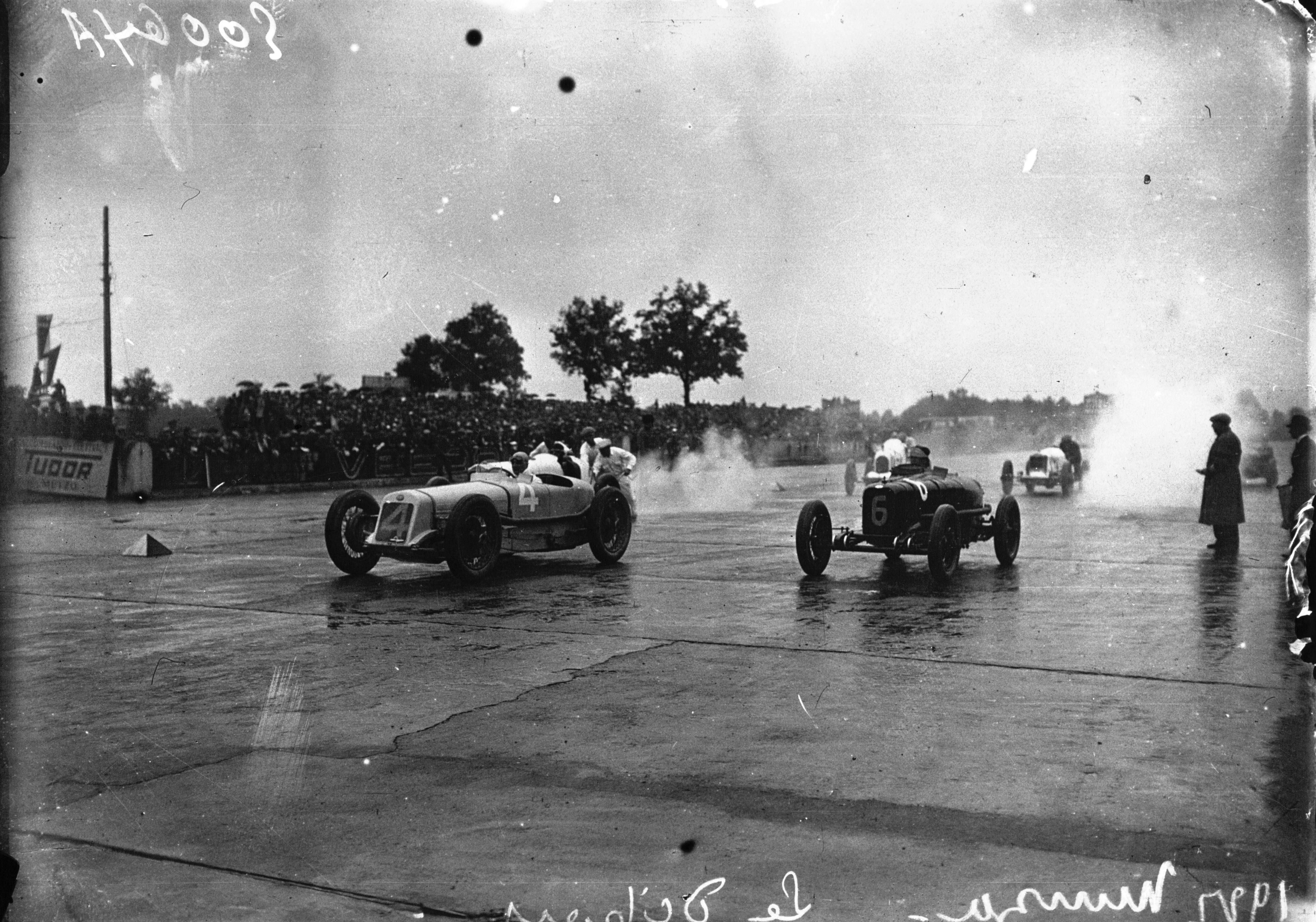
Partenza del Gran Premio d'Italia 1927.

 Il titolo era assegnato al costruttore con meno punti

### Classifica finale

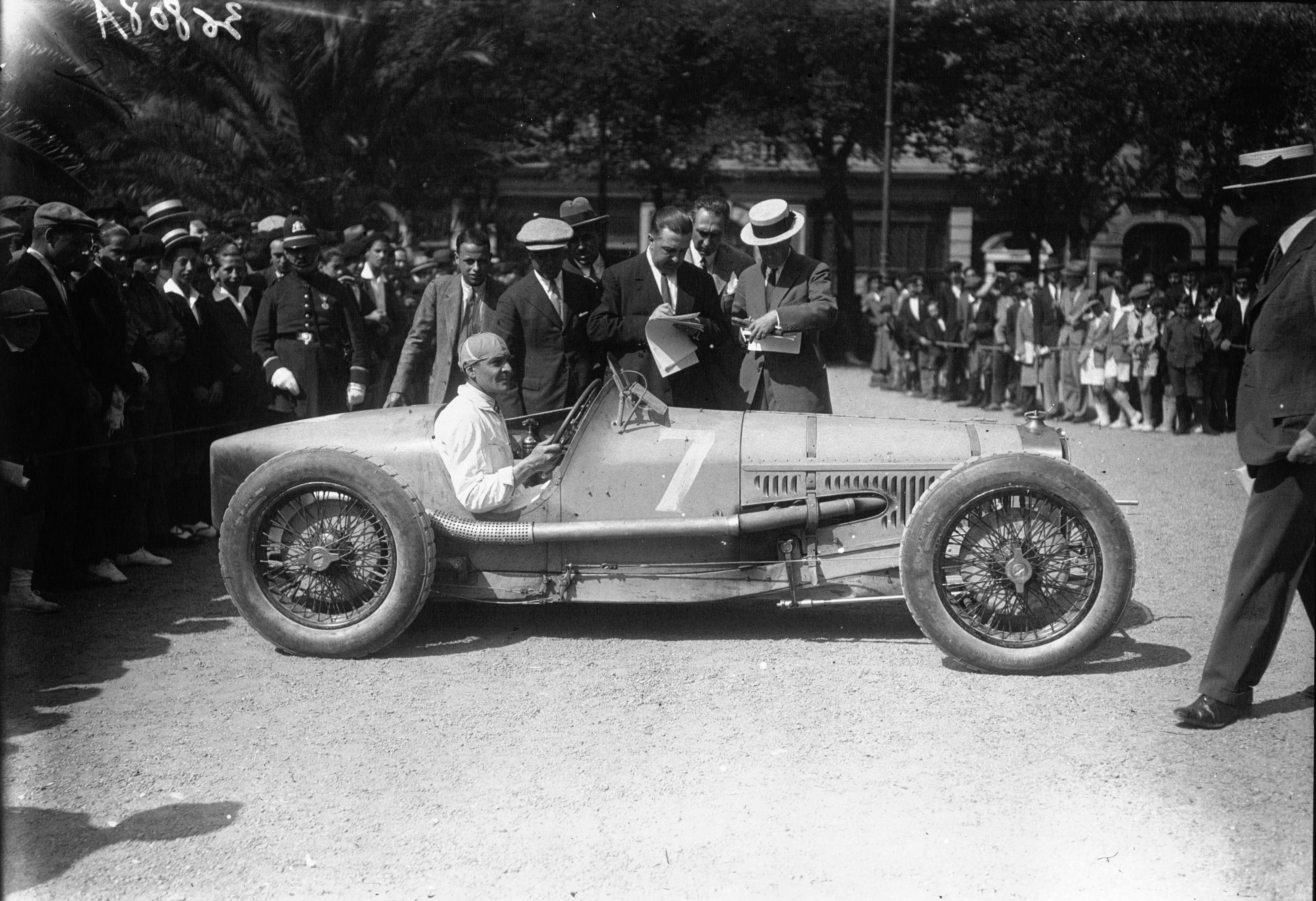
Quattro vittorie nelle Grandes Épreuves 1927; Robert Benoist, qui al volante di una Delage 15-S-8, al Gran Premio di San Sebastián 1926.

| \| Pos \| Costruttore \| 500 \| FRA \| ESP \| ITA \| GBR \| Pts \| \| --- \| --------------- \| --- \| --- \| --- \| --- \| --- \| --- \| \| 1 \| Delage \| \| 1 \| 1 \| 1 \| 1 \| 10 \| \| 2 \| Miller \| 2 \| \| \| 3 \| \| 23 \| \| 3 \| Duesenberg \| 1 \| \| \| Ret \| \| 24 \| \| 4 \| Bugatti \| \| \| 2 \| \| 4 \| 24 \| \| — \| O.M. \| \| \| \| 2 \| \| 26 \| \| — \| Talbot \| \| 4 \| \| \| \| 28 \| \| — \| Cooper \| 6 \| \| \| \| \| 28 \| \| — \| Detroit \| 8 \| \| \| \| \| 28 \| \| — \| Halford Special \| \| NC \| \| \| \| 28 \| \| — \| Fengler \| Ret \| \| \| \| \| 29 \| \| — \| Maserati \| \| \| Ret \| \| \| 29 \| \| — \| Thomas Special \| \| \| \| \| Ret \| 29 \| \| Pos \| Manufacturer \| 500 \| FRA \| ESP \| ITA \| GBR \| Pts \| |                 |     |     |     |     |     |     |
| Pos | Costruttore     | 500 | FRA | ESP | ITA | GBR | Pts |
| 1 | Delage          |     | 1   | 1   | 1   | 1   | 10  |
| 2 | Miller          | 2   |     |     | 3   |     | 23  |
| 3 | Duesenberg      | 1   |     |     | Ret |     | 24  |
| 4 | Bugatti         |     |     | 2   |     | 4   | 24  |
| — | O.M.            |     |     |     | 2   |     | 26  |
| — | Talbot          |     | 4   |     |     |     | 28  |
| — | Cooper          | 6   |     |     |     |     | 28  |
| — | Detroit         | 8   |     |     |     |     | 28  |
| — | Halford Special |     | NC  |     |     |     | 28  |
| — | Fengler         | Ret |     |     |     |     | 29  |
| — | Maserati        |     |     | Ret |     |     | 29  |
| — | Thomas Special  |     |     |     |     | Ret | 29  |
| Pos | Manufacturer    | 500 | FRA | ESP | ITA | GBR | Pts |